# Distrikt Madean

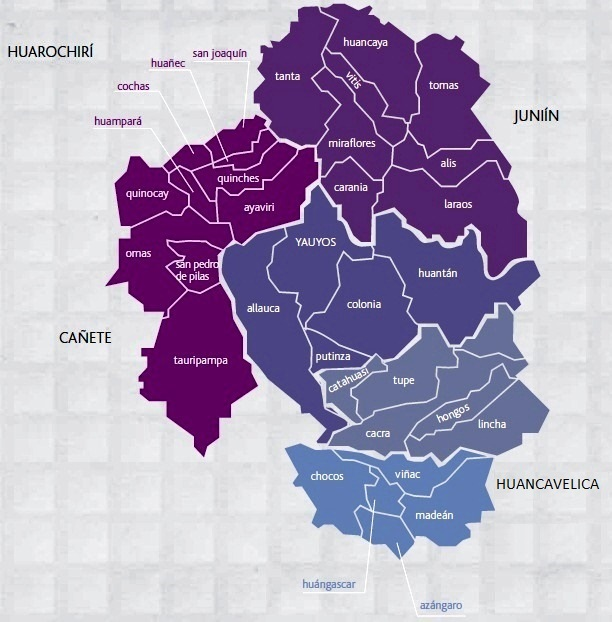
Karte der Provinz Yauyos

Der Distrikt Madean liegt in der Provinz Yauyos in der Region Lima im zentralen Westen von Peru. Der Distrikt wurde am 26. März 1965 gegründet. Er besitzt eine Fläche von 209 km². Beim Zensus 2017 wurden 623 Einwohner gezählt. Im Jahr 1993 lag die Einwohnerzahl bei 869, im Jahr 2007 bei 822. Sitz der Distriktverwaltung ist die 3300 m hoch gelegene Ortschaft Madean mit 237 Einwohnern (Stand 2017). Madean befindet sich 56 km südsüdöstlich der Provinzhauptstadt Yauyos.

## Geographische Lage
Der Distrikt Madean befindet sich in der peruanischen Westkordillere im äußersten Südosten der Provinz Yauyos. Das Areal wird im Norden von den Flüssen Quebrada Cuyo und Río Viñac begrenzt. Die Flüsse entwässern das Gebiet nach Westen zum Río Cañete.
Der Distrikt Madean grenzt im Westen an die Distrikte Azángaro und Huangáscar, im Norden an den Distrikt Viñac, im Osten an den Distrikt Chupamarca (Provinz Castrovirreyna) sowie im Süden an den Distrikt San Pedro de Huacarpana (Provinz Chincha).

## Ortschaften
Im Distrikt gibt es neben dem Hauptort folgende größere Ortschaften:
- Tayamarca